# إدواردو دي لا توري
إدواردو دي لا توري (بالإسبانية: Eduardo de la Torre Menchaca) هو لاعب كرة قدم ومدرب كرة قدم مكسيكي في مركز الهجوم، ولد في 4 ديسمبر 1962 في غوادالاخارا في المكسيك. شارك مع منتخب المكسيك لكرة القدم. أما مع النوادي، فقد لعب مع نادي غوادالاخارا.

## وصلات خارجية
- إدواردو دي لا توري على موقع قاعدة بيانات كرة القدم.إي يو (الإنجليزية)
- إدواردو دي لا توري على موقع ناشيونال فوتبول تيمز (الإنجليزية)
- إدواردو دي لا توري على موقع عالم كرة القدم.نت (الإنجليزية)